# Chinese kraanvogel
De Chinese kraanvogel, ook Japanse kraanvogel of Mantsjoerijse kraanvogel (Grus japonensis) is een vogel uit de familie van de kraanvogels (Gruidae) die voorkomt in Oost-Azië. Het is een van de grootste en zeldzaamste kraanvogelsoorten.

## Kenmerken
De Chinese kraanvogel is een grote witte vogel met een hoogte van circa 150 cm en een massa van ongeveer 7,5 kg. De kop en de nek zijn zwart, met uitzondering van een rode plek boven op de kop en een witte band die beide ogen via de achterkant verbindt. De vleugels zijn gedeeltelijk zwart.

## Verspreiding
De Chinese kraanvogel broedt in Zuidoost-Rusland en Noordoost-China en op het oostelijke deel van het Japanse eiland Hokkaido. De vogels uit Rusland en China overwinteren in de delta van de Gele Rivier, de kust van Jiangsu en de gedemilitariseerde zone tussen de beide Korea's. De populatie op Hokkaido migreert niet, maar is standvogel in Japan.

## Gedrag
Van alle soorten in zijn familie is de Chinese kraanvogel het best aangepast aan leven in het water. Hij broedt bij voorkeur in moerassen met diep water, ver weg van menselijk invloed. Tijdens het overwinteren verblijft de vogel in draslanden en landbouwgebieden. Hij is omnivoor en voedt zich voornamelijk met amfibieën en andere kleine waterdieren en waterplanten.

## Voortplanting
De vogel bouwt zijn nest van riet en gras op natte grond of in ondiep water. Het legsel bestaat gewoonlijk uit twee eieren, die door beide ouders in 29 tot 34 dagen uitgebroed worden. Na zo'n 95 dagen vliegen de jongen uit.

## Status
De Chinese kraanvogel heeft een beperkt verspreidingsgebied en daardoor is de kans op uitsterven. De grootte van de overwinterende populatie in China werd in 2010 door BirdLife International geschat op 400 tot 500 individuen. Daarnaast zijn er ongeveer 1000 kraanvogels op vier locaties in Noord- en Zuid-Korea en de Japanse populatie van standvogels nam in 2008 toe tot 1200 vogels. De totale wereldpopulatie bedroeg in 2012 1650 volwassen dieren. De populatie-aantallen nemen af door habitatverlies. De draslanden waar de vogels overwinteren en waar ze broeden (of alleen maar de directe omgeving van deze leefgebieden) worden aangetast door drooglegging waarbij natuurgebied wordt omgezet in gebied voor agrarisch gebruik, infrastructuur en menselijke bewoning. Om deze redenen staat deze soort als bedreigd op de Rode Lijst van de IUCN.

## Bescherming
Zoo Brno coördineert het EEP van deze soort.

## Symboliek
In Japan en China wordt de kraanvogel als gelukbrengend beschouwd, als symbool van een lang leven en afgebeeld met andere symbolen van een lang leven als pijnboom, bamboe en schildpad. In het feodale Japan werd de kraanvogel beschermd door de heersende macht en gevoerd door de boeren. Toen het feodale systeem werd afgezworen in het Meiji-tijdperk in de 19e eeuw werd de bescherming van de kraanvogels stopgezet, wat hen bijna aan de grens van de uitroeiing bracht. Japan noemde een van haar eilanden Tsuru (Kraanvogel). Als iemand, volgens de traditie, 1000 origami-kraanvogels vouwt zal zijn wens tot gezondheid in vervulling gaan. Sinds de dood van Sadako Sasaki, slachtoffer van de atoombom op Hiroshima geldt dit ook voor een wens tot vrede.”

## Afbeeldingen

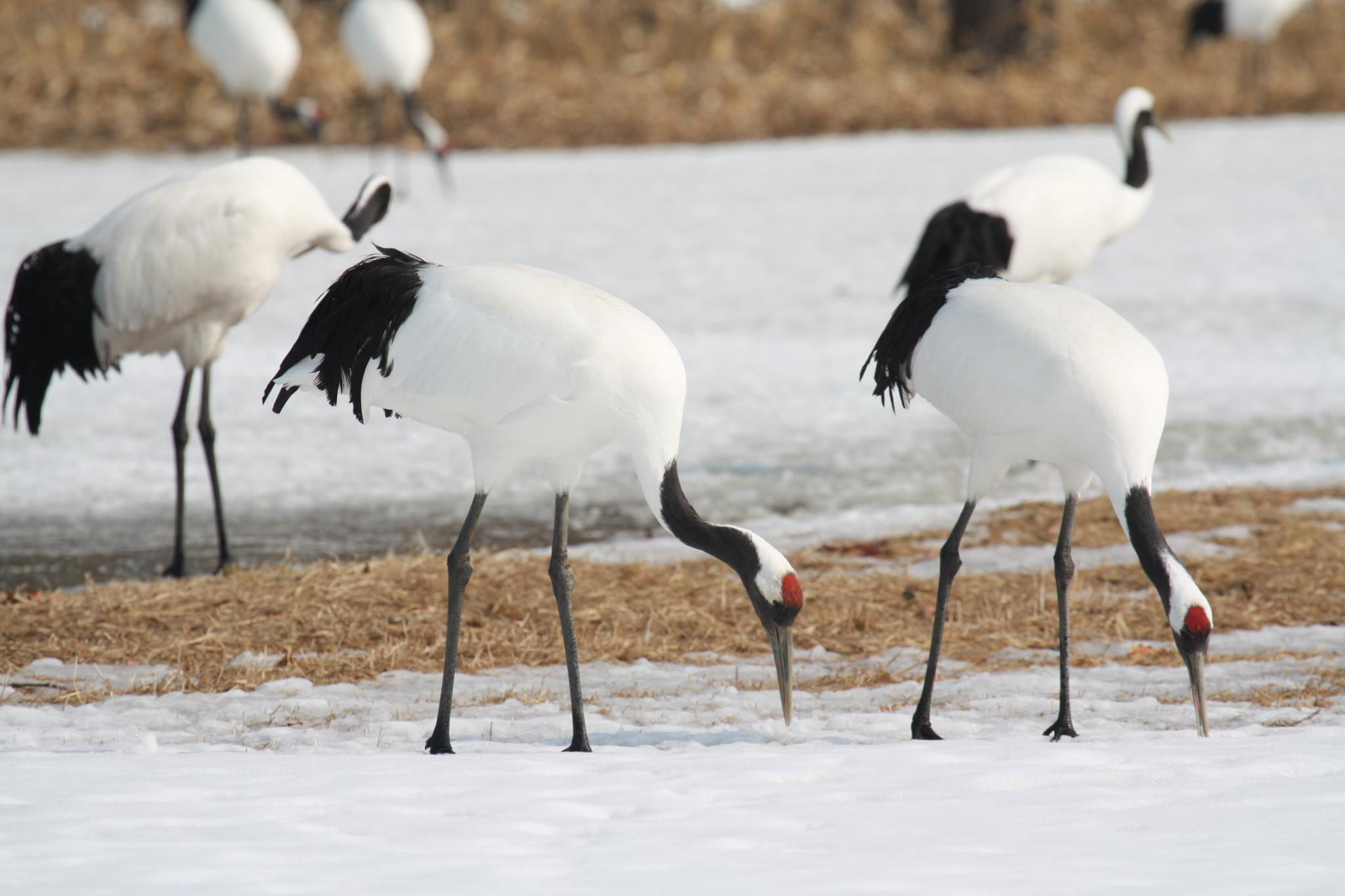
Chinese kraanvogels op Hokkaido
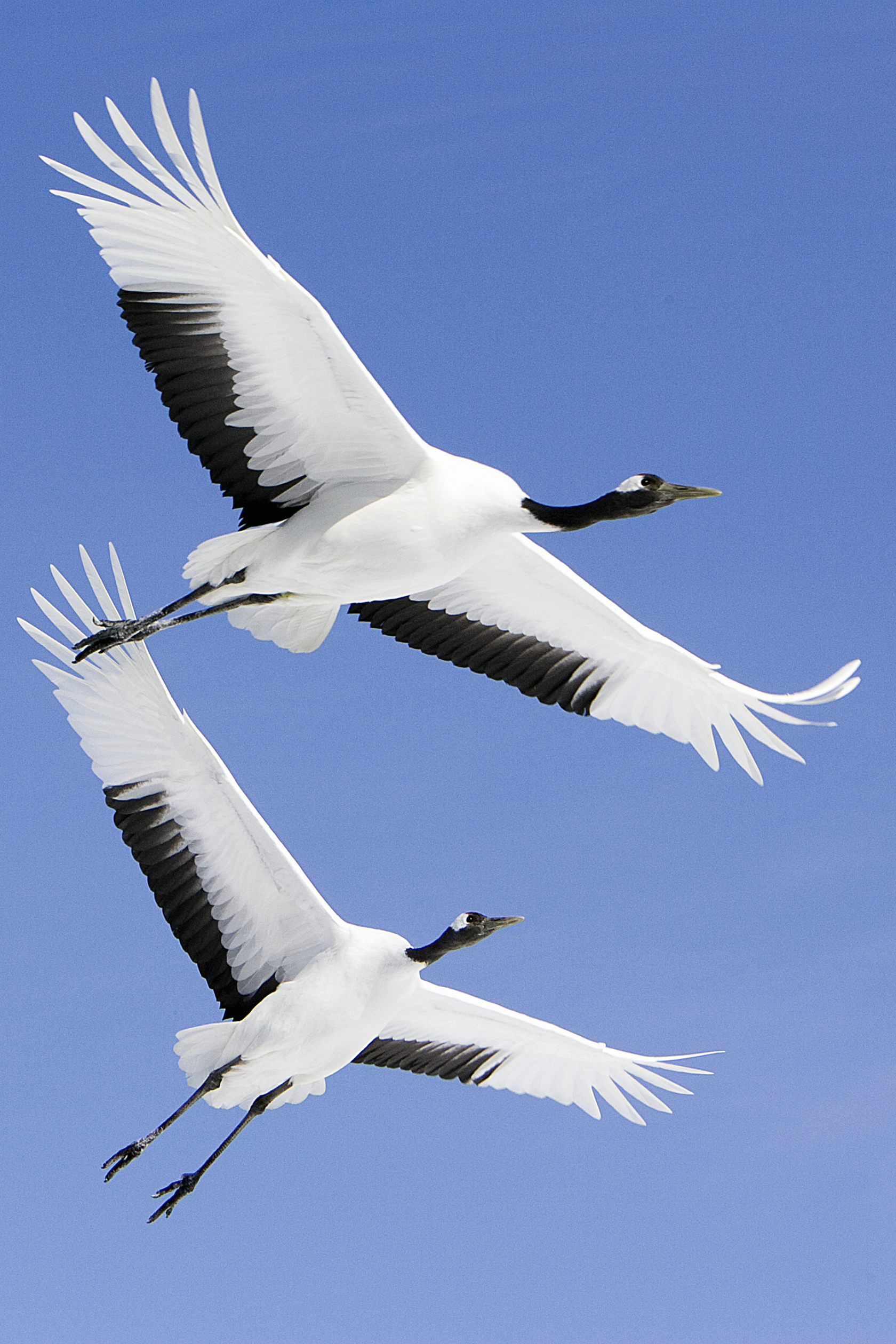
Chinese kraanvogels op Hokkaido
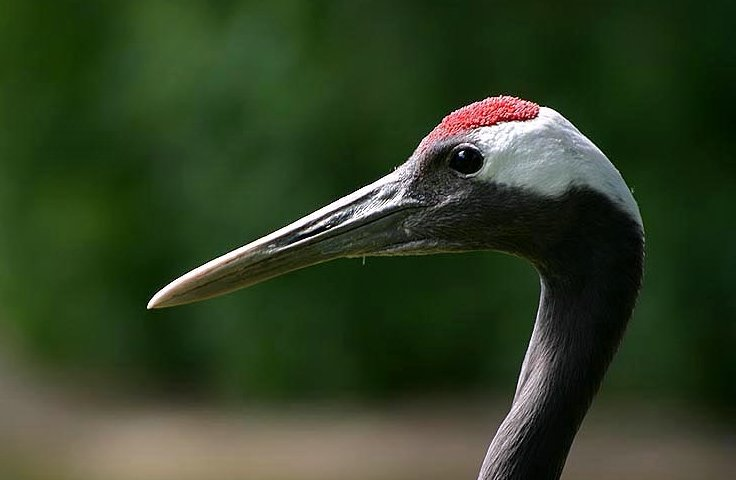
close-up van de kop
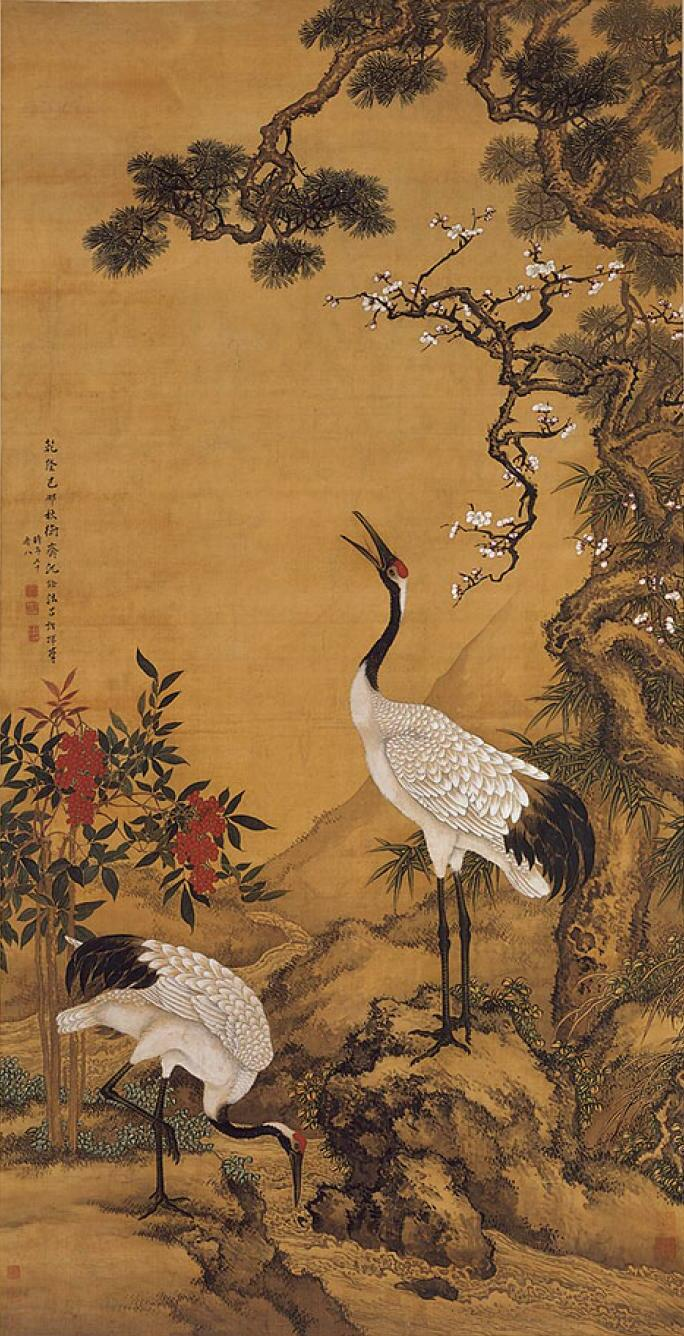
Denneboom, pruimenbloesem en kraanvogels - Shen Quan (1759)